# Shìjīnglùnbù
Lo Shìjīnglùnbù (釋經論部) (T.D. vol. 25-26, sezione dal n. 1505 al n. 1535) è la sezione del Canone buddista cinese che contiene gli Upadeśa (cin. Shìjīng), commentari e sintesi dei vinaya e i śāstra (cin. lùn) commentari mahāyāna alla sezione degli Āhánbù e dei Bōrěbù. Tra gli altri contiene:  
- Saddharmapuṇḍarīka-sūtra-upadeśa (妙法蓮華經憂波提舍 pinyin: Miào fǎ liánhuā jīng yōupōtíshè, giapp. Myōhō renge kyō ubadaisha), Commentrario sul Sutra del Loto opera di Vasubandhu, tradotta da Bodhiruci e Tánlín (曇林).
- Daśabhūmikavibhāṣāśastra (Commentario all'Esposizioni delle dieci terre, 十住毘婆沙論  pinyin Shízhùpípóshālùn, giapp. Jūjū bibasha ron) opera attribuita a Nāgârjuna e che consiste in un commentario del XV capitolo Huāyánjīng, fu tradotta da Kumārajīva nel 405.
- Buddhabhūmisūtra-śāstra (Commento al sutra delle dieci terre del Buddha, 佛地經論 pinyin: Fódìjīnglùn, giapp. Butsujikyōron) composto da Bandhuprabha e tradotto da Xuánzàng (玄奘) nel 650.
- Mahāprajñāpāramitā-śāstra (Commentario al Mahāprajñāpāramitā-sūtra, 大智度論 pinyin: Dà zhìdù lùn, giapp.  Daichidoron, T.D. 1509, 25.57c-756b) opera attribuita a Nāgārjuna e tradotta da Kumārajīva in 100 fascicoli. È basata sulle dottrine esposte nel Mādhyamika-kārikā di Nāgārjuna ed è un compendio delle principali dottrine della scuola Madhyamaka e di altre scuole buddiste indiane. Propugna la dottrina della vacuità.